# Otoyol 6
Pour les articles homonymes, voir O6.
L'autoroute O6, en cours de construction (2022) se situe en Turquie entre l'ouest de l'Anatolie et la Thrace orientale.
Elle reliera les autoroutes O-3 au niveau de Kınalı (à l'extrémité ouest d'Istanbul) et O-5 au niveau de Balıkesir en empruntant le pont du détroit des Dardanelles inauguré lui en mars 2022 pour franchir le détroit des Dardanelles.
Elle est ainsi la première autoroute turque connectant l'Asie et l'Europe sans passer par Istanbul.